# كينت بيلوز
كينت بيلوز (بالإنجليزية: Kent Bellows)‏ هو رسام أمريكي، ولد في 26 يونيو 1949 في بلير في الولايات المتحدة، وتوفي في 14 سبتمبر 2005.